# Sahra
Sahra (arab. صحراء) – album algierskiego piosenkarza raï i pisarza piosenek Khaleda, wydany w 1996 roku.
Francuskie stowarzyszenie producentów fonogramów i wideogramów (franc. Syndicat national de l’édition phonographique) przyznało albumowi złoty certyfikat w 1997 roku.
Na krążku znalazł się przebój Khaleda Aïcha wykonywany później przez różnych piosenkarzy i zespoły; w Polsce przez grupę Magma.

## Lista utworów
1. Sahra – 4:12
2. Oran Marseille (Oran mix) – 5:08
3. Aïcha – 4:19
muzyka i tekst: Jean-Jacques Goldman
4. Lillah – 4:24
5. Ouelli El Darek – 3:11
6. Detni Essekra – 4:58
7. Walou Walou – 4:17
8. Ki Kounti – 4:40
9. Wahrane Wahrane – 4:40
10. Haya Haya – 4:37
11. Mektoubi – 3:55
12. Hey Ouedi – 4:12
13. Oran Marseille – 4:25
14. Sratli – 4:36
15. Le jour viendra – 4:42
16. Didi (BBB Radio Edit) – 3:14